# إندراني
إندراني (بالسنسكريتية: इन्द्राणी)، والمعروفة أيضًا باسم شتشي (السنسكريتية: शची)، هي ملكة الديفات في الهندوسية. توصف بأنها ذات جمال آسر ومغرورة وطيبة، وهي ابنة الأسورا بولومان [الإنجليزية]، وقرينة ملك الأرباب، إندرا.